# Paul-Émile Lecoq de Boisbaudran
Pour les articles homonymes, voir Lecoq de Boisbaudran.
Paul-Émile Lecoq de Boisbaudran, qui se fait appeler François Lecoq de Boisbaudran, est un chimiste français né le 18 avril 1838 à Cognac et mort le 28 mai 1912 à Paris.

## Biographie
Paul-Émile Lecoq de Boisbaudran est un descendant de la famille Lecoq, seigneurs de Boisbaudrant (commune de Saint-Fraigne). Il fait ses premiers pas dans le commerce familial du vin, mais c'est la chimie qui l'attire.
À 28 ans, il s'engage dans des recherches sur les éléments chimiques.
Il étudie la physique et la chimie à l'École polytechnique à Paris, entre autres chez Charles Adolphe Wurtz.
À partir de 1859, il dispose d'un petit laboratoire privé à Paris où il effectue des recherches sur l'application de la spectroscopie aux analyses chimiques.
En 1874 il publie Spectres lumineux, spectres prismatiques, et en longueurs d'onde destinés aux recherches de chimie minérale, un des ouvrages fondateurs de la spectroscopie.
Le 27 août 1875, à l'aide de ces méthodes, il découvre les indices d'un nouvel élément chimique. Il appelle cet élément le gallium (« en l'honneur de la France », et non pas de gallus, « coq », en latin).  
C'est une consécration pour la théorie de Mendeleïev qui en avait prédit les caractéristiques sous le nom d'« eka-aluminium ». Le 7 mars 1876 il est fait chevalier de la Légion d'honneur, décoration qui lui est remise par le ministre.
En 1879, il isole le samarium. Cette même année, il est lauréat de la Médaille Davy.
En 1886, il découvre le dysprosium.
Ensuite, il devient correspondant de l'Académie des sciences et partage sa vie entre Paris et la Charente.
Peu après sa découverte par Lord Rayleigh et Sir William Ramsay en 1894, il suppose que l'argon faisait partie d'un nouveau groupe d'éléments, les gaz rares.